# Carlsbad (Californië)
Carlsbad is een plaats (city) in de Amerikaanse staat Californië, en valt bestuurlijk gezien onder San Diego County. In de stad zijn Legoland California en de Army and Navy Academy gevestigd, de enige militaire academie in Californië.

## Demografie
Bij de volkstelling in 2000 werd het aantal inwoners vastgesteld op 78.247.
In 2006 is het aantal inwoners door het United States Census Bureau geschat op 92.928, een stijging van 14681 (18.8%).

## Geografie
Volgens het United States Census Bureau beslaat de plaats een oppervlakte van
105,7 km², waarvan 97,0 km² land en 8,7 km² water.

## Ontziltingsinstallatie
In Carlsbad staat de grootste ontziltingsinstallatie van het Westelijk halfrond. In het zuiden van Californië valt te weinig regen en wordt onvoldoende water van elders aangevoerd om aan de groeiende vraag te voldoen. Per dag neemt de fabriek 100 miljoen gallons, circa 400.000 m³, zeewater in waarvan ongeveer de helft wordt omgezet in drinkwater. Dit is voldoende om ruim 100.000 huishoudens van water te voorzien. De rest, met een verhoogd zout niveau, wordt weer afgevoerd naar zee. De bouw van de faciliteit vergde een investering van US$ 1 miljard en duurde vier jaar. Het drinkwater wordt via een 16 kilometer lange pijplijn, met een diameter van 54 inch (1,35 meter), landinwaarts getransporteerd naar een grote wateropslag- en pompfaciliteit in San Marcos. Op 14 december 2015 was de officiële opening, 18 jaar nadat de eerste plannen hiervoor publiek bekend werden gemaakt. Het is de grootste van het land en nam de eerste plaats over van een vergelijkbare fabriek in Tampa (Florida) met een capaciteit van 95 miljoen liter per dag.

## Plaatsen in de nabije omgeving
De onderstaande figuur toont nabijgelegen plaatsen in een straal van 16 km rond Carlsbad.

## Geboren
- Tony Hawk (1968), skateboarder
- Bridget Regan (1982), actrice
- Barry Sadler (1940-1989), zanger
- Sebastian Soto (2000), voetballer
- Shaun White (1986), snowboarder en skateboarder
- Alex Warren (2000), zanger

## Overleden
- Eugene Aserinsky (1921-1998), fysioloog
- Martin Milner (1931-2015), acteur
- Jean Peters (1926-2000), actrice
- Paul Tanner (1917-2013), componist, trombonist

## Afbeeldingen

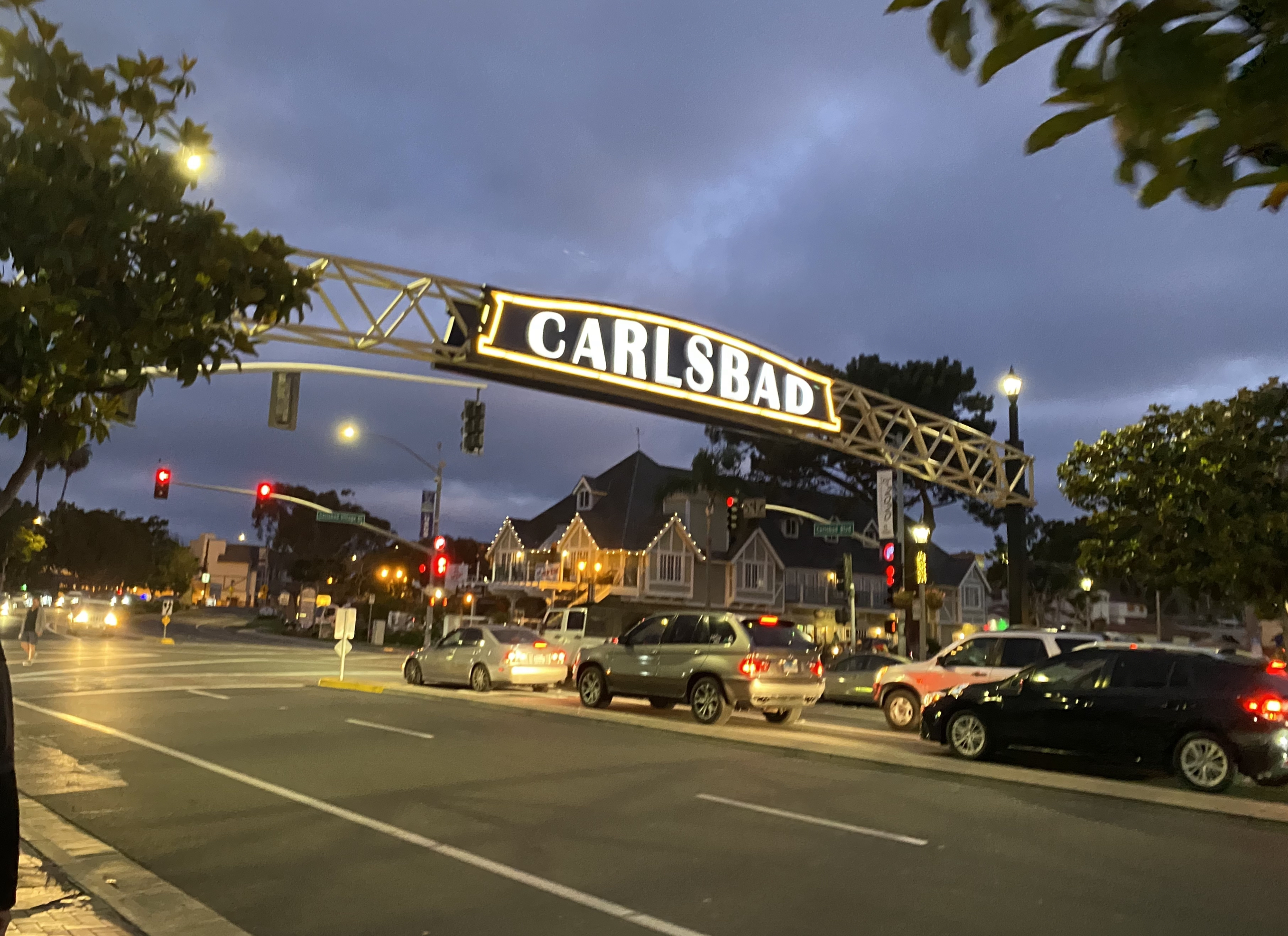
Carlsbad Downtown
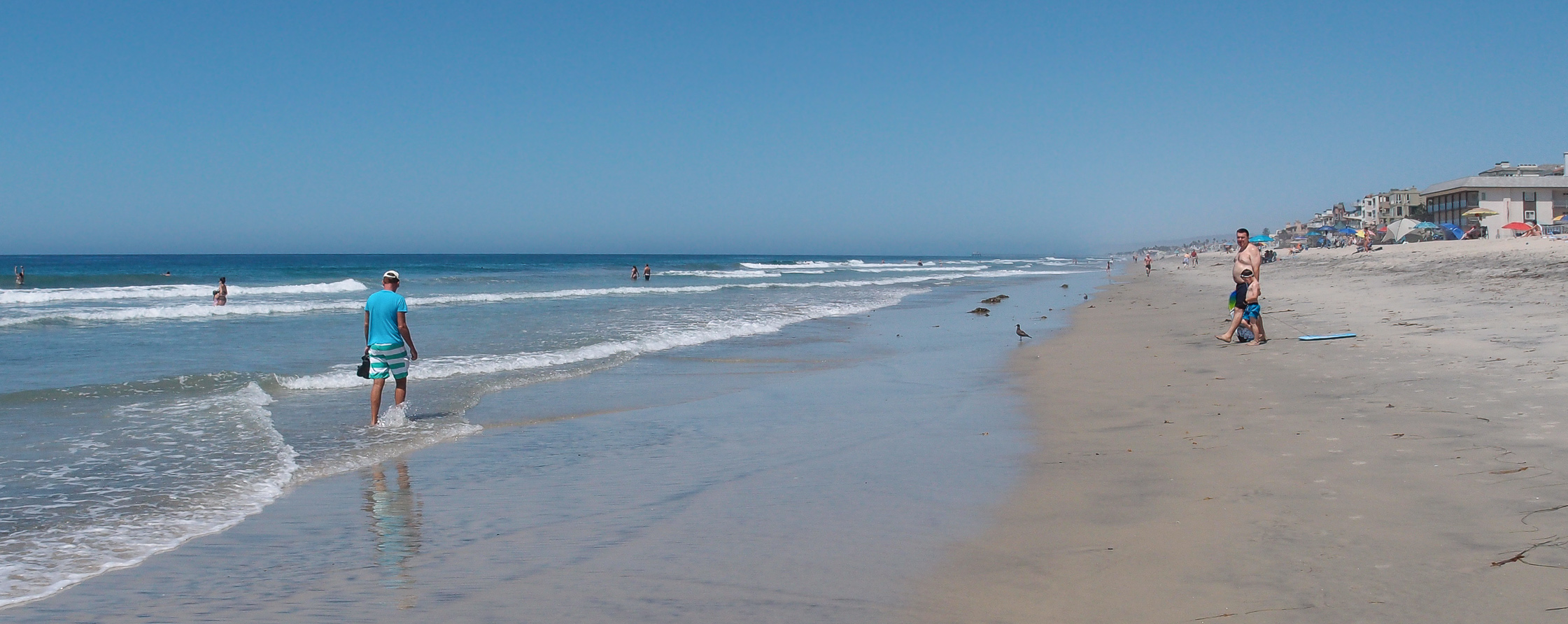
Strand bij Carlsbad
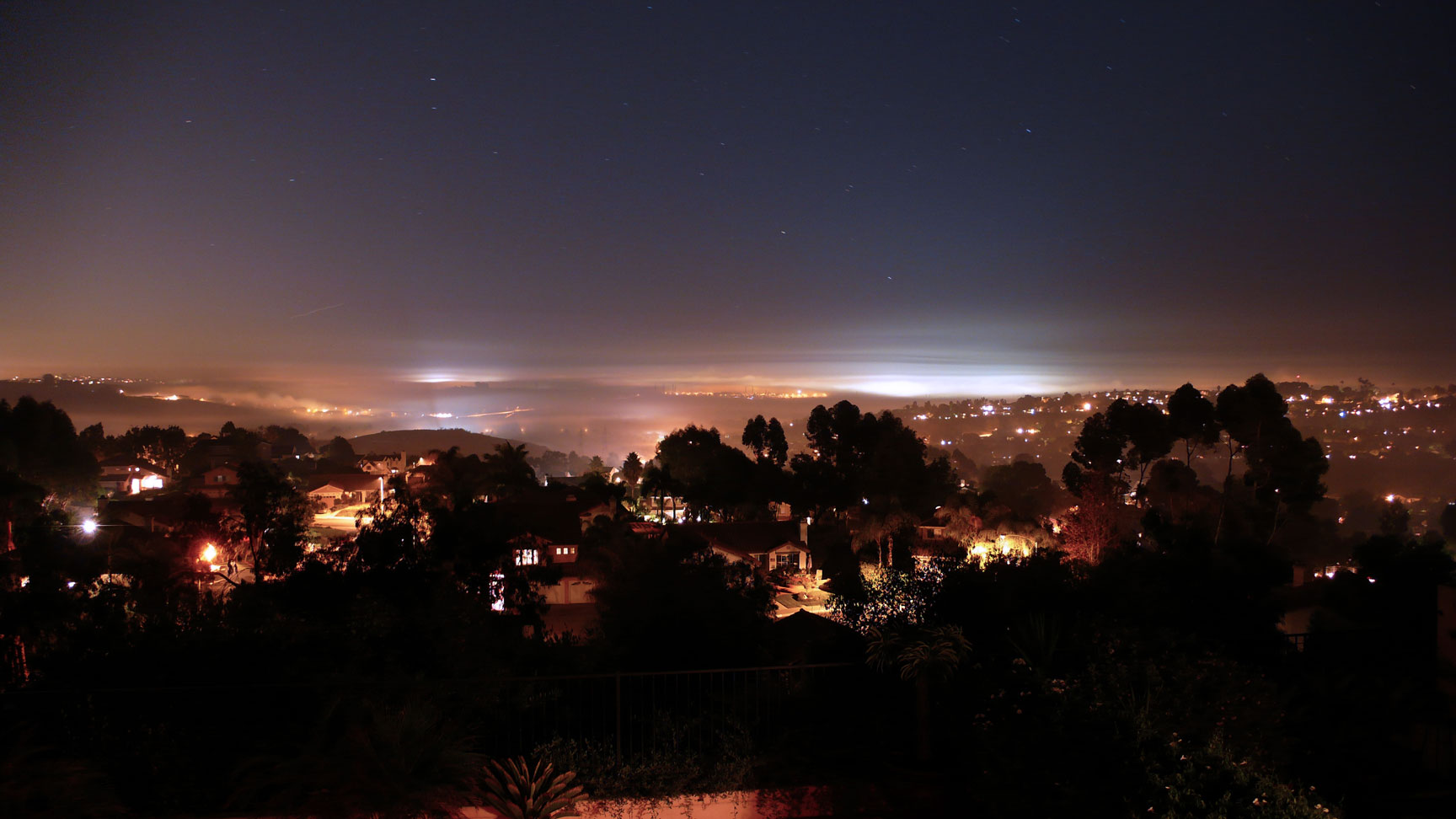
Carlsbad (2006)
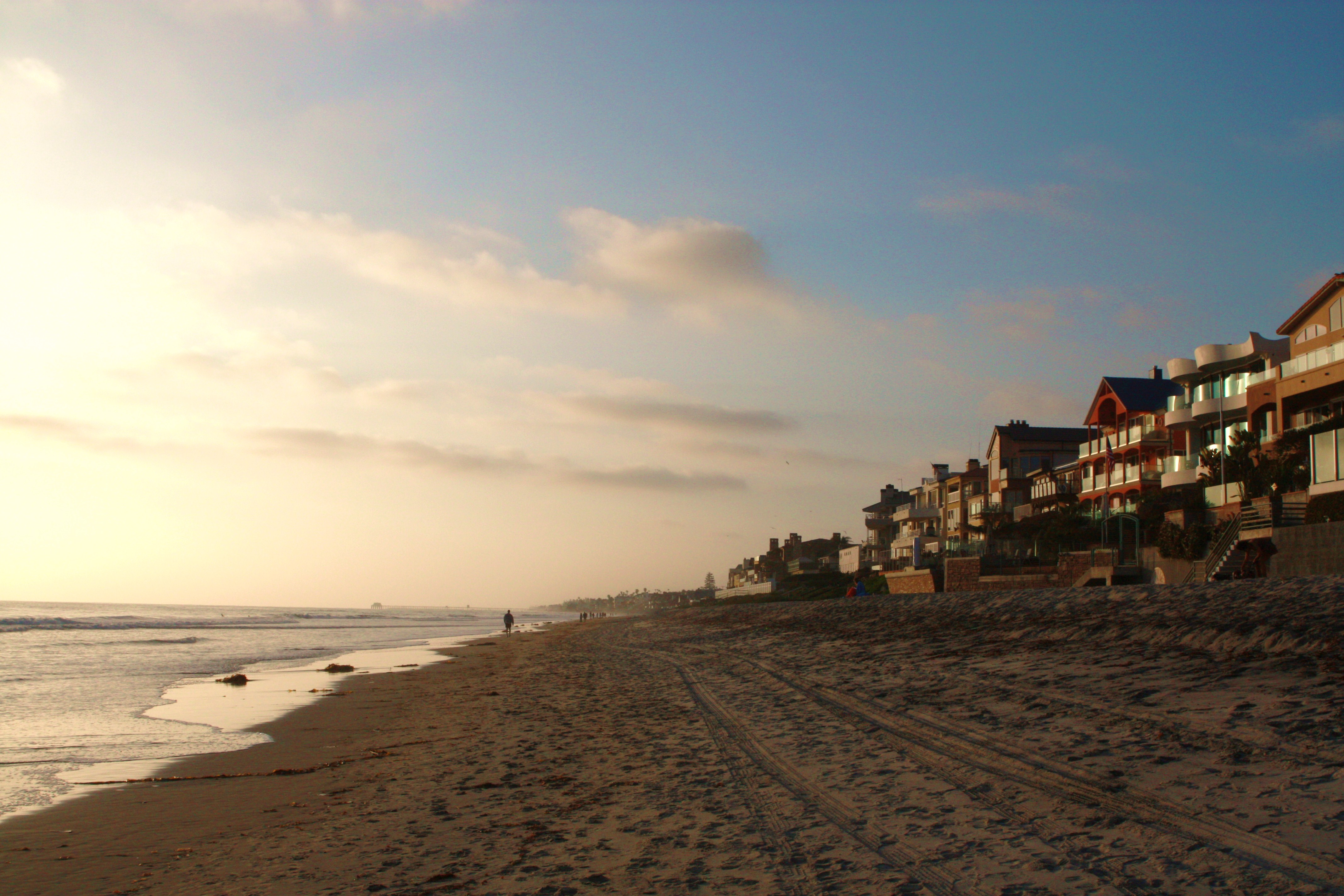
Woningen aan het strand
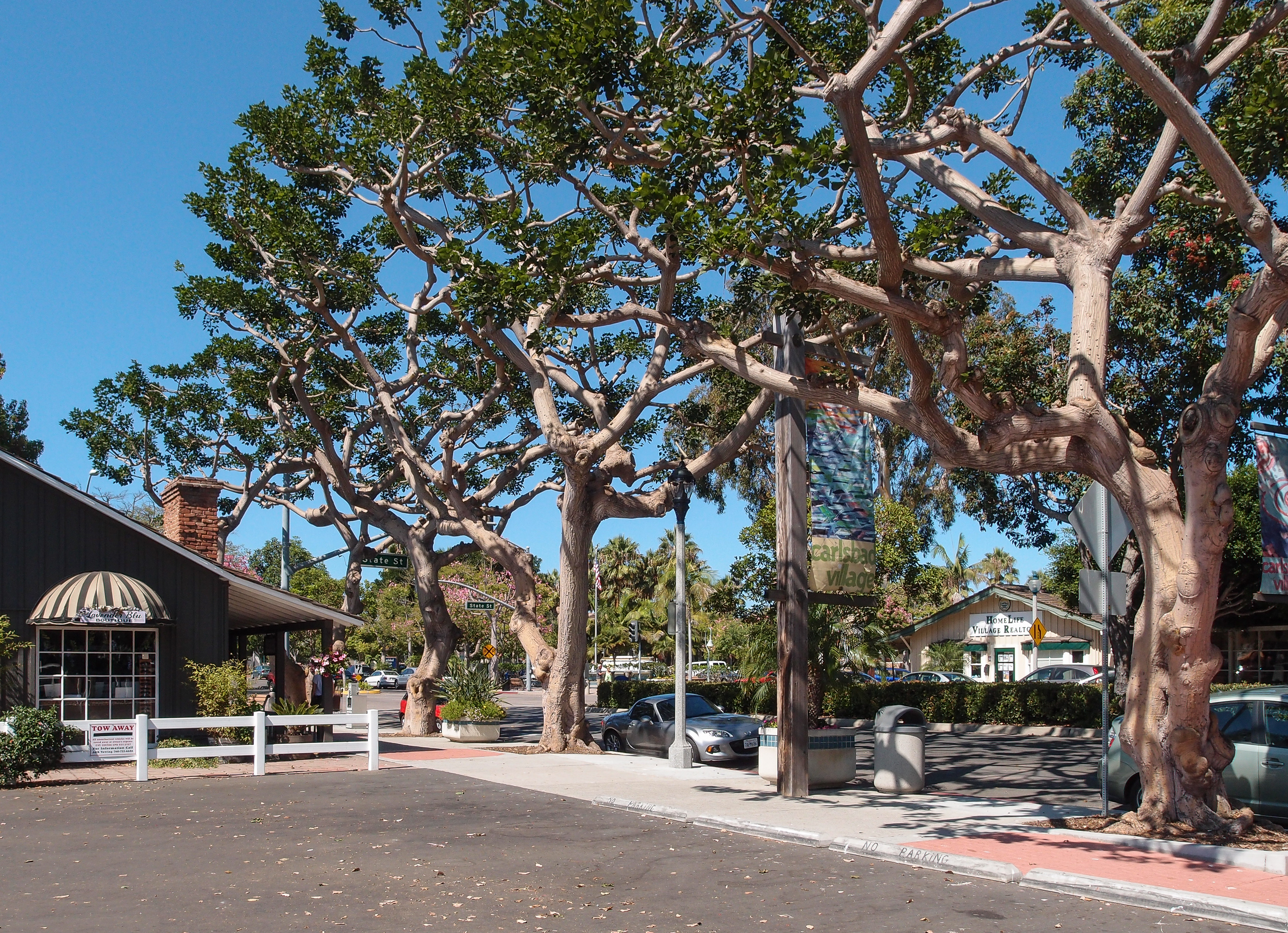
Straatbeeld
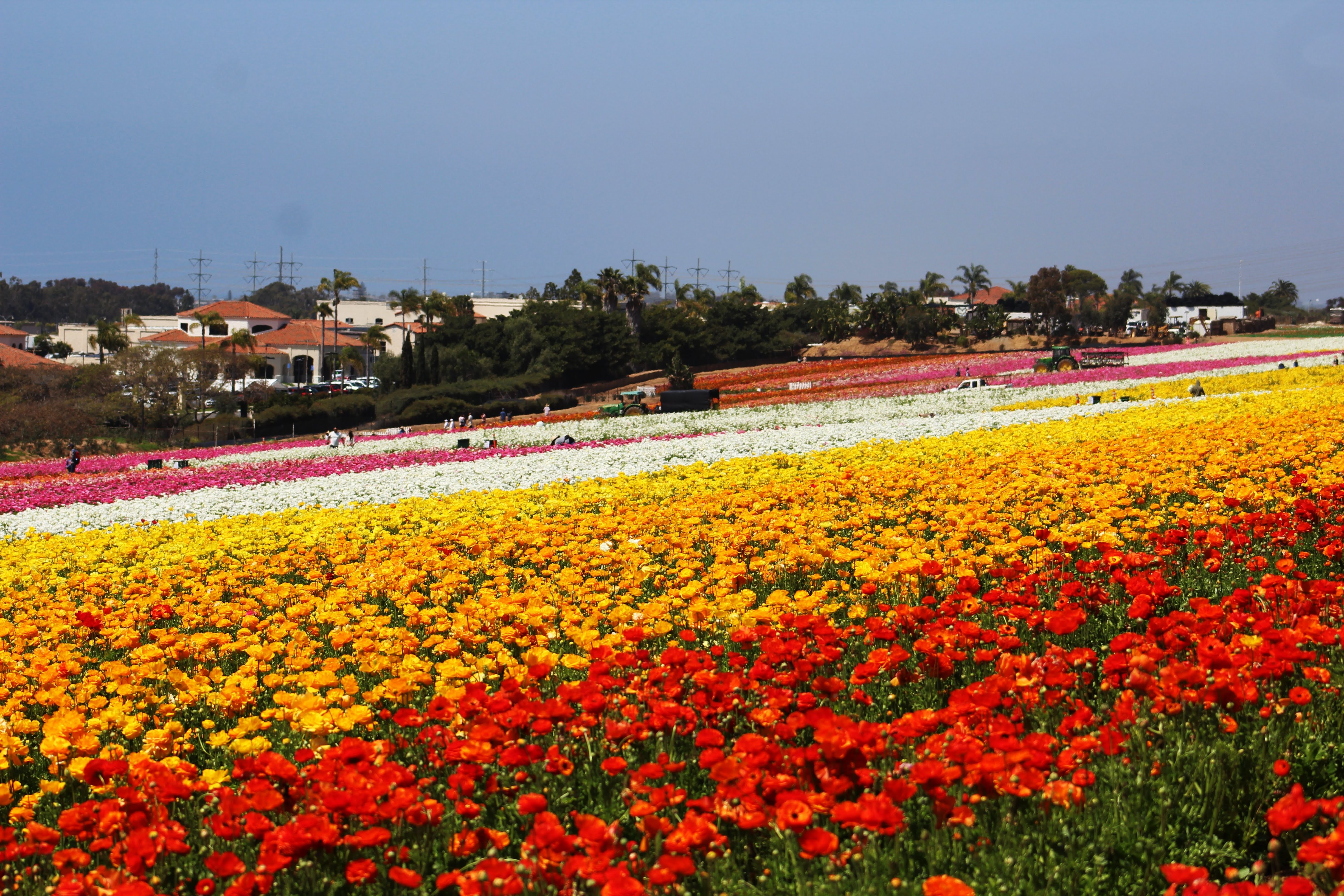
Bloemenvelden in Carlsbad
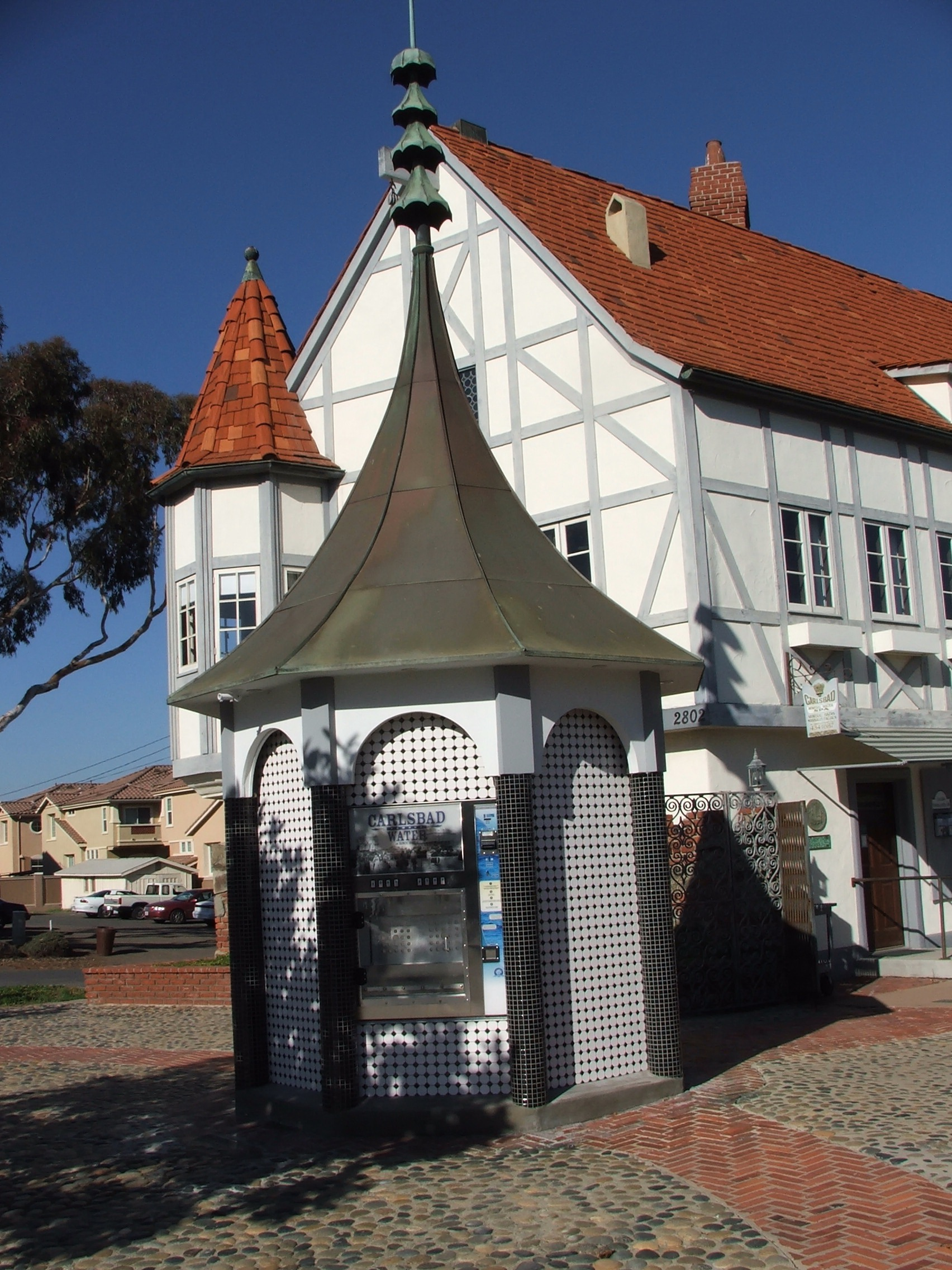
Carlsbad, stadscentrum (2004)
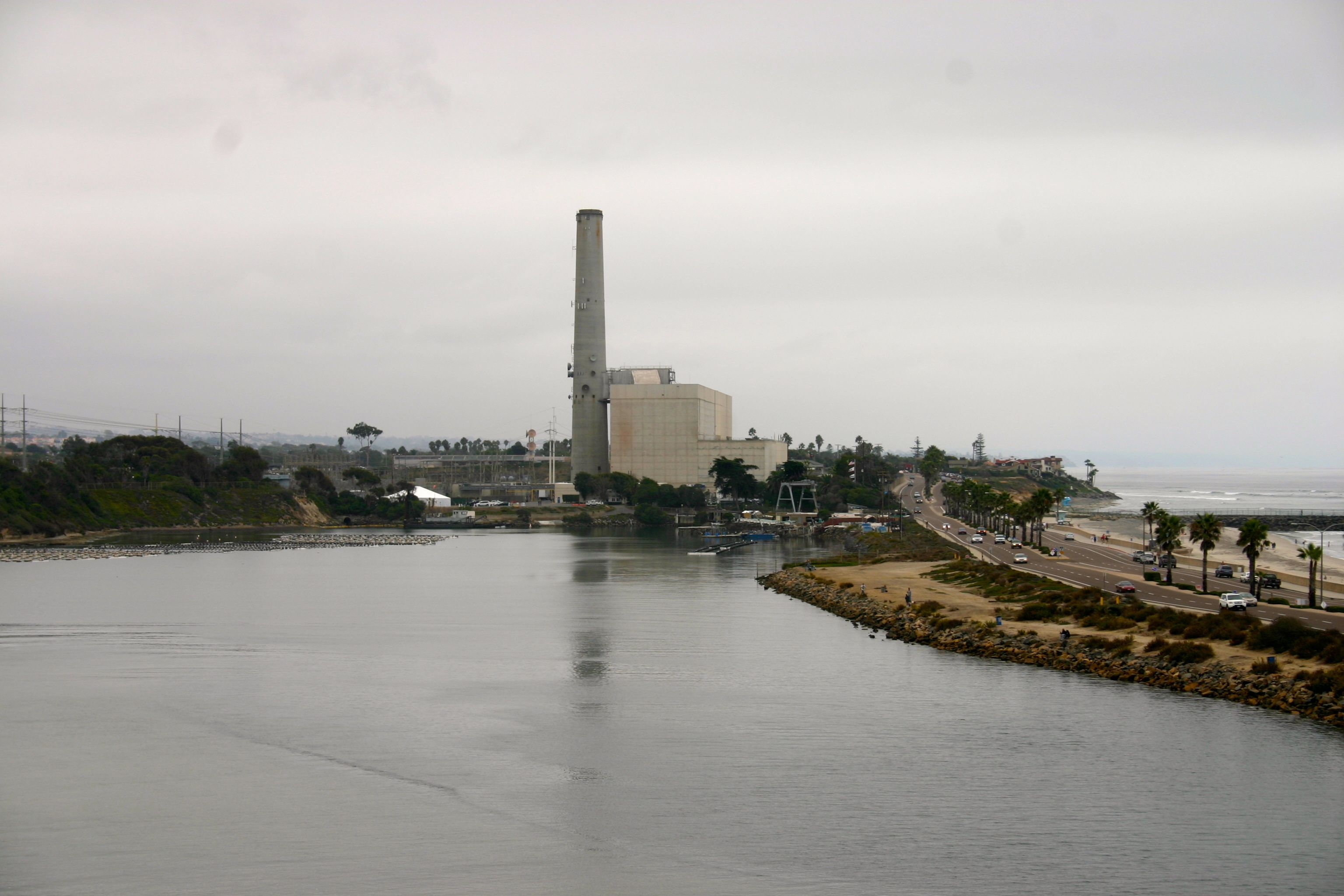
Ontziltingsinstallatie